# Sahanpur
Sahanpur es  pueblo y nagar Panchayat situado en el distrito de Bijnor en el estado de Uttar Pradesh (India). Su población es de 21639 habitantes (2011). 

## Demografía
Según el  censo de 2011 la población de Sahanpur era de 21639 habitantes, de los cuales 11303 eran hombres y 10336 eran mujeres. Sahanpur tiene una tasa media de alfabetización del 57,91%, inferior a la media estatal del 67,68%: la alfabetización masculina es del 62,43%, y la alfabetización femenina del 53%.